# Simon Donaldson
Sir Simon Kirwan Donaldson FRS (* 20. srpna 1957 Cambridge, Spojené království) je britský matematik zabývající se topologií hladkých (diferencovatelných) čtyřrozměrných variet. V současné době zastává místo stálého člena Simonsova centra pro geometrii a fyziku na Univerzitě ve Stony Brooku a místo profesora teoretické matematiky na Imperial College London.

## Životopis
Jeho otec působil jako inženýr elektroniky na katedře fyziologie Cambridgeské univerzity, kde vystudovala přírodní vědy i jeho matka. V roce 1979 získal bakalářský titul v oboru matematiky získal na Pembroke College a následujícího roku započal postgraduální studium na Worcester college v Oxfordu, nejprve pod vedením Nigela Hitchina a následně Michaela Atiyaha. Ještě během postgraduálních studií zvládl v roce 1982 dokázat závěry, které mu zajistily kariéru ve světě matematiky. Své závěry publikoval v práci Self-dual connections and the topology of smooth 4-manifolds, která vyšla roku 1983. Michael Atiyah o této práci později řekl že "ohromila svět matematiků".
Poté, co v roce 1983 získal doktorát na Oxfordské univerzitě, mu bylo přiděleno místo mladšího výzkumného asistenta na All Souls College na Oxfordské univerzitě, kde strávil následující dva roky v Institutu pokročilých studií na Princetonské univerzitě, načež se v roce 1985 vrátil do Oxfordu již jako profesor matematiky. Další rok strávil na Stanfordově univerzitě, aby nakonec zakotvil na Imperial College London v roce 1998.
V roce 2014 se stal členem Simons Center for Geometry and Physics na Univerzitě ve Stony Brooku v New Yorku.

## Významná ocenění
- V roce 1985 byl Londýnskou matematickou společností oceněn cenou Junior Whitehead Prize.
- V roce 1986 byl zvolen členem Britské královské společnosti a byla mu udělena Fieldsova medaile.
- V roce 1994 byl oceněn Crafoordovou cenou.
- V dubnu 2006 byl oceněn cenou King Faisal International Prize za přírodní vědy za jeho dílo v oblasti propojení teoretické matematiky, které pomohly k porozumění zákonů hmoty v subjaderném měřítku.
- V roce 2009 byl oceněn cenou Shaw Prize za matematiku (společně s Cliffordem Taubesem) za jejich přínos tří- a čtyřdimenzionální geometrii.
- V roce 2010 byl zvolen zahraničním členem Švédské královské akademie věd.
- V roce 2012 byl zvolen členem Americké matematické společnosti.

## Dílo
Donaldsonův výzkum se zabývá aplikací matematické analýzy (přesněji the analýzy eliptických parciálních diferenciálních rovnic) na geometrické úlohy. Tyto úlohy se převážně zabývají čtyřrozměrnými varietami, komplexní diferenciální geometrií a symplektickou geometrií.

## Publikované články
- An application of gauge theory to four-dimensional topology. Journal of Differential Geometry. 1983, čís. 18, s. 279–315. Dostupné online. (anglicky)
- Self-dual connections and the topology of smooth 4-manifolds. Bulletin of the American Mathematical Society. 1983, čís. 8, s. 81–83. Dostupné online. (anglicky)
- The orientation of Yang-Mills moduli spaces and 4-manifold topology. Journal of Differential Geometry. 1987, čís. 26, s. 397–428. Dostupné online. (anglicky)
- Irrationality and the h-cobordism conjecture. Journal of Differential Geometry. 1987, čís. 26, s. 141–168. Dostupné online. (anglicky)
- Infinite determinants, stable bundles and curvature. Duke Mathematical Journal. 1987, čís. 54, s. 231–247. Dostupné online. (anglicky)
- Polynomial invariants for smooth four-manifolds. Topology. 1990, čís. 29, s. 257–315. Dostupné online. (anglicky)
- Lefschetz pencils on symplectic manifolds. Journal of Differential Geometry. 1999, čís. 53, s. 205–236. Dostupné online. (anglicky)
- Scalar curvature and projective embeddings. I. Journal of Differential Geometry. 2001, čís. 59, s. 479–522. Dostupné online. (anglicky)
- Riemann surfaces - Oxford Graduate Texts in Mathematics. Oxford: Oxford University Press, 2011. Dostupné online. ISBN 978-0-19-960674-0. (anglicky)[1]
- KRONHEIMER, Peter B. The geometry of four-manifolds - Oxford Mathematical Monographs. New York: Oxford University Press, 1990. Dostupné online. ISBN 0-19-853553-8. (anglicky)[2]
- Gromov-Hausdorff limits of Kähler manifolds and algebraic geometry. Acta Mathematica. 2014, s. 63–106. Dostupné online. (Anglicky)
- XIUXIONG, Chen, Song Sun. Kähler-Einstein metrics and stability. International Mathematics Research Notices. 2014, čís. 8, s. 2119–2125. Dostupné online. (anglicky)
- XIUXIONG, Chen, Song Sun. Kähler-Einstein metrics on Fano manifolds I: Approximation of metrics with cone singularities. Journal of the American Mathematical Society. 2015, roč. 28, s. 183–197. Dostupné online. (anglicky)
- XIUXIONG, Chen, Song Sun. Kähler-Einstein metrics on Fano manifolds II: Limits with cone angle less than 2π. Journal of the American Mathematical Society. 2015, roč. 28, s. 199–234. Dostupné online. (anglicky)
- XIUXIONG, Chen, Song Sun. Kähler-Einstein metrics on Fano manifolds III: Limits as cone angle approaches 2π and completion of the main proof. Journal of the American Mathematical Society. 2015, čís. 28, s. 235–278. Dostupné online. (anglicky)